# Elena Ostleitner
Elena Ostleitner (* 15. Juni 1947 in Caracas, Venezuela; † 8. Mai 2021 in Mistelbach, Österreich) war eine österreichische Musiksoziologin, Hochschullehrerin, Pianistin und Verlegerin. Sie lebte in Strasshof bei Wien.

## Leben und Wirken
Christina Elena Ostleitner geb. Gathmann wurde in Caracas, Venezuela, geboren, wohin ihre Vorfahren aus Pforzheim und Zagreb ausgewandert waren. Als sie sieben Jahre alt war, brachte ihre Mutter sie nach Wien, wo sie bei ihren Großeltern mütterlicherseits und nach deren Rückkehr aus Venezuela bei ihrer Mutter aufwuchs. Sie erhielt Klavierunterricht und studierte ab 1960 Klavier an der Wiener Musikakademie (heute Universität für Musik und darstellende Kunst Wien) bei Marianne Lauda und Renate Kramer-Preisenhammer (Vorbereitung) sowie ab 1963 bei Hans Graf (Konzertfach). Kompositionsunterricht erhielt sie bei Alfred Uhl. 1970 begann sie an der Universität Wien ein Soziologiestudium, das sie 1974 abschloss. Von 1975 bis zu ihrer Pensionierung 2010 forschte und lehrte Elena Ostleitner als wissenschaftliche Mitarbeiterin und ab 2002 als außerordentliche Professorin an der Universität für Musik und darstellende Kunst Wien im  Institut für Musiksoziologie, dem ersten Institut dieser Art in Europa, das 1965 von Kurt Blaukopf gegründet und bis 1984 auch von ihm geleitet wurde. Sie unterrichtete außerdem viele Jahre Musiksoziologie als Lehrbeauftragte an der Hochschule für Musik und darstellende Kunst Salzburg „Mozarteum“. Ihre ab 1990 gehaltene Lehrveranstaltung „Frau und Musik“ gilt als Pioniertat und mit ihren Arbeiten auf dem Gebiet der Frauenforschung setzte sie Maßstäbe.
Ihre Arbeitsschwerpunkte lagen neben der Frauen- und Geschlechterforschung in der Musik in der historischen wie in der empirischen Forschung und in der Musikpädagogik. 1996 promovierte sie mit einer Arbeit „Zur Situation des Orchesternachwuchses in Österreich“ an der Universität Wien. Sie arbeitete außerdem in der Exilforschung, über lateinamerikanische Musik, funktionale Musik und auf dem Gebiet der Hymnologie. Im Bereich der Frauenforschung organisierte sie fünf internationale Symposien mit großer Strahlkraft: 1996 über Clara Schumann anlässlich des 100. Todestags der Künstlerin; 2001 und 2009 über die Komponistinnen Dora Pejačević und Markgräfin Wilhelmine von Bayreuth sowie 2005 und 2009 über Komponistinnen und Musikerinnen um Wolfgang Amadeus Mozart und Josef Haydn. Sie war national und international  als Vortragende sowie als Beraterin und Gutachterin für Politiker und Hochschulen tätig. 1999 gründete sie in Strasshof den „Vier-Viertel-Verlag“, in dem sie eine CD-Edition und die Musikschriftenreihe „Frauentöne“ sowie belletristische Werke herausgab.
Für die Chancengleichheit von Musikerinnen war sie auch gesellschaftspolitisch aktiv. Ganz besonders setzte sie sich für die Einstellung von Frauen in Berufsorchestern wie den Wiener Philharmonikern ein. Großes Aufsehen erregte ihr Eintreten für die Zulassung von Frauen zum Probespiel in der Wiener Staatsoper. Die Wiener Philharmoniker nahmen bis 1997 keine Musikerinnen als vollwertige Mitglieder auf.
Ab 1985 übernahm Elena Ostleitner beratende Funktionen in Gremien der Stadt Wien sowie für die damalige erste österreichische Bundesfrauenministerin Johanna Dohnal; sie wirkte mit im „Frauenprojekte-Beirat“ der Stadt Wien und war 2004 Mitglied des Kulturbeirats der Stadt Graz sowie 2002 bis 2005 Jurymitglied und -sprecherin des österreichischen Frauenkunstpreises im Parlament. Sie war außerdem langjähriges Vorstandsmitglied und ab 1995 Vizepräsidentin des österreichischen Lateinamerika-Instituts, 1996/97 die erste Präsidentin der Internationalen Ignaz Joseph Pleyel Gesellschaft und Vizepräsidentin des 1. Frauen-Kammerorchesters von Österreich. Von 1991 bis 2003 war sie Vorsitzende des Arbeitskreises für Gleichbehandlungsfragen der Universität für Musik und darstellende Kunst Wien. Ihr Anliegen war es, für ein Klima der Toleranz zu sorgen und persönlich wie politisch für eine gerechtere Gesellschaft einzutreten.
Elena Ostleitner war von 1972 bis 1981 mit dem Ökonom Herbert Ostleitner verheiratet und hat einen Sohn, den politischen Referenten Alexander Ostleitner.

## Auszeichnungen
Für ihr wissenschaftliches, pädagogisches und gesellschaftspolitisches Wirken wurde sie ausgezeichnet. 2005 erhielt sie das Österreichische Ehrenkreuz für Wissenschaft und Kunst – die Laudatio hielt der Vorstand der Wiener Philharmoniker, Clemens Hellsberg. Sie erhielt 2009 einen Anerkennungspreis zum Liese-Prokop-Frauenpreis und war Ehrenmitglied der International Alliance for Women in Music (IAWM).

## Publikationen (Auswahl)
- Musiksoziographie in Österreich. Bibliographische Beiträge zu einem Forschungsprojekt. Schriftenreihe UE-Report. Wien, 1980.
- Gem. mit Smudits, A. / Mark. D.: Der Bedarf an Musikschullehrern. Ein Beitrag zur Bestandsaufnahme des Bundesministerium für Unterricht, Kunst und Sport. Institut für Musiksoziologie. (Projektleitung Desmond Mark). (Wien, 1989).
- Gem. mit Simek, U.: Ist die Musik männlich? Die Darstellung der Frau in den österreichischen Musikerziehungs-Lehrbüchern. WUV-Universitätsverlag, Wien 1990.
- Liebe, Lust, Last und Leid. Eine Studie zur Situation des Orchesternachwuchses in Österreich. Im Auftrag des Bundesministeriums für Unterricht und Kunst. Wien, 1995.
- „Dora, sie, die Lieder, sie, die Töne hat“. Die kroatische Komponistin Dora Pejačević (1885–1923). Komponistinnen im Kontext (= Schriftenreihe der Internationalen Komponistinnen Bibliothek Unna 1). Borchard, B. / Boecker, J. (Hg). Band 1. Furore, Kassel, 2001.
- Als Hrsg.: Massenmedien, Musikpolitik und Musikerziehung. Musik und Gesellschaft, Heft 20. VWGÖ. Wien, 1987.
- Gem. mit Huber, M. / Mark, D. / Smudits, A.: Das Klavier in Geschichte(n) und Gegenwart, Vier-Viertel-Verlag, Strasshof, 2001.
- Als Hrsg. gem. mit Glanz, Ch.: Alejo Carpentier (1904–1980). Jahrhundertgestalt der Moderne in Literatur, Kunst, Musik und Politik. Schriftenreihe da capo 2, Vier-Viertel-Verlag, Wien u. a., 2004.
- Gem. mit Simek, U.: Carole Dawn Reinhart. Aspekte einer Karriere. (= Frauentöne 1) WUV-Universitätsverlag, 1993. Mit CD. Neuauflage: Vier-Viertel-Verlag, Strasshof u. a., 2002. 1994 in englischer Sprache unter dem Titel: Carole Dawn Reinhart. Aspects of a Career – With autobiographical sketches by Carole Dawn Reinhart, WUV-Universitätsverlag. Mit CD.
- Als Hrsg. gem. mit Simek, U.: Ich fahre in mein liebes Wien. Clara Schumann – Fakten, Bilder, Projektionen. (= Frauentöne 3) Löcker, Wien, 1996.
- Als Hrsg. gem. mit Dorffner, G.: „Ein unerschöpflicher Reichthum an Ideen ...“ – Komponistinnen zur Zeit Mozarts (= Frauentöne 6). Vier-Viertel-Verlag, Strasshof u. a., 2006.